# Еверальд Каммінгс
Еверальд Каммінгс (англ. Everald Cummings; 28 серпня 1948, Порт-оф-Спейн, Тринідад і Тобаго) — тринідадський футболіст, півзахисник, гравець NASL і збірної Тринідаду і Тобаго з футболу.

## Кар'єра футболіста
Починав грати в футбол Каммінгс в рідній країні. У 1967 році йому вдалося потрапити в команду NASL, «Атланта Чіфс» за яку він виступав протягом трьох років.
У 1972—1973 роках Каммінгс грав в одній з найсильніших і популярніших команд США того часу «Нью-Йорк Космос», після чого деякий час у сусідній Мексиці за «Веракрус».
Вважався одним з найсильніших футболістів Тринідаду і Тобаго того часу. За національну збірну провів 21 гру і забив 5 м'ячів.

## Кар'єра тренера
За свою кар'єру, Каммінгс двічі очолював збірну країни. У перший раз йому майже вдалося вивести Тринідад і Тобаго на чемпіонат світу 1990 року, але у вирішальній грі за право виходу на турнір тринідадці поступилися збірній США 0:1. Після цієї невдачі тренер був відправлений у відставку
Вдруге Каммінгс деякий час працював з «сокої воріорз» в 1993 році.

## Нагороди
Отримав нагороду до 90-річчя федерації футболу Тринідаду і Тобаго за видатний внесок у футбол. На початку 2000-х увійшов до списку 100 найкращих спортсменів країни в XX столітті.

## Титули і досягнення
- Срібний призер Чемпіонату націй КОНКАКАФ: 1973